# Criquebeuf-sur-Seine
Criquebeuf-sur-Seine är en kommun i departementet Eure i regionen Normandie i norra Frankrike. Kommunen ligger i kantonen Pont-de-l'Arche som tillhör arrondissementet Les Andelys. År 2022 hade Criquebeuf-sur-Seine 1 537 invånare.

## Befolkningsutveckling
Antalet invånare i kommunen Criquebeuf-sur-Seine
Referens:INSEE